# Kellicottia
Kellicottia ist eine Gattung aus dem Stamm der Rädertierchen (Rotatoria). Die Tiere werden im deutschen als Einhorn-Rädertierchen bezeichnet.

## Beschreibung
Die Tiere werden je nach Art 360 bis 860 µm groß. Auf dem Vorderende befinden sich sechs unterschiedlich lange Stacheln, wobei der längste so lang wie der übrige Körper werden kann. Sie besitzen einen glatten Panzer und sind fußlos, das Hinterende ist zu einem langen Dorn umgebildet.

## Arten (Auswahl)
- Kellicottia longispina
- Kellicottia bostoniensis